# The Fall (EPka)
The Fall – EPka amerykańskiego rapera XXXTentacion wydana 21 listopada 2014 roku na Soundcloud.

## Tło
Jako jedno z wcześniejszych projektów XXXTentaciona; The Fall jest przykładem niektórych z rzadszych utworów rapera. Składa się tylko z pięciu piosenek i prezentuje wszechstronność artysty, począwszy od ponurych utworów, takich jak „Never” i „The Fall”, po bardziej złowrogie, bum-bapowe, takie jak „FuckABitchFace” i „White Girl”.
EP-ka ma również pewne podobieństwo do EP-ki X z 2016 roku, Willy Wonka Was A Child Murderer, ponieważ oba krążki mają wspólny utwór „Never”.

## Lista utworów
Wszystkie piosenki napisane przez XXXTentaciona.
1. Never – 3:40 (muzyka: Aesthesys)
2. Ghost – 2:27 (muzyka: Greaf)
3. The Fall – 2:40 (muzyka: XXXTentacion)
4. White Girl – 2:04 (muzyka: OGHST, BLVC SVND)
5. FuckABitchFace – 1:51 (muzyka: OGHST)